# Rotaract Club de Ijuí Nova Geração
Rotaract Club de Ijuí - Nova Geração é uma organização sem fins lucrativos de trabalhos voluntários de jovens adultos, com idades entre 18 e 35 anos, que faz parte da organização mundial Rotary International.

## Origem

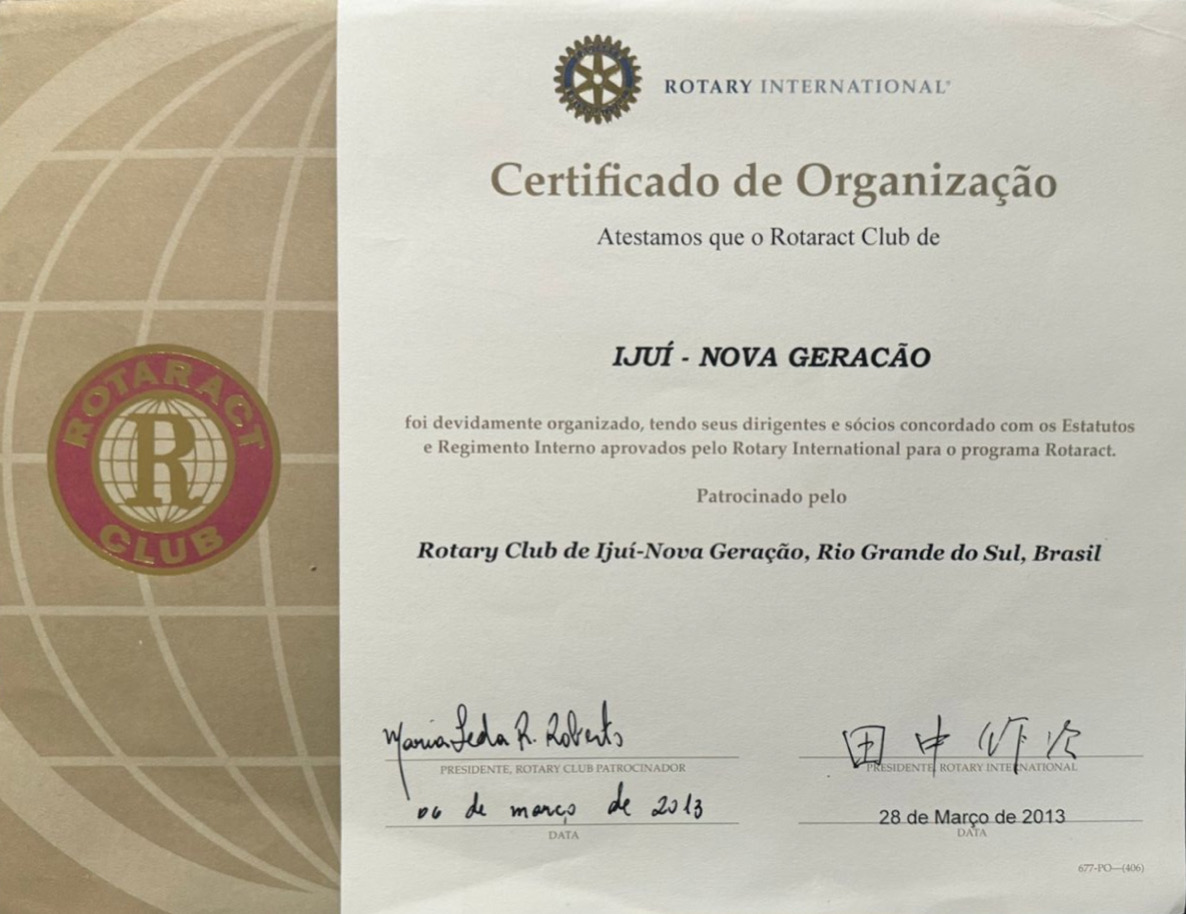
A imagem é um certificado de organização do Rotary International para o Rotaract Club de Ijuí - Nova Geração, localizado no Rio Grande do Sul, Brasil.

Foi fundado em 28 de março de 2013, tendo como sua primeira presidente Tatiane Thomas Soares. O clube é patrocinado pelo Rotary Club de Ijuí - Nova Geração e se propõe a promover o desenvolvimento pessoal e a realização de projetos sociais na comunidade.

Desde sua criação, o clube tem implementado diversas iniciativas que visam beneficiar a população local. Entre os projetos realizados, destacam-se "Cartas de Sonhos - Conectando Corações no Natal", que já teve duas edições, "#SeAme - Interna e Externamente", também com duas edições.

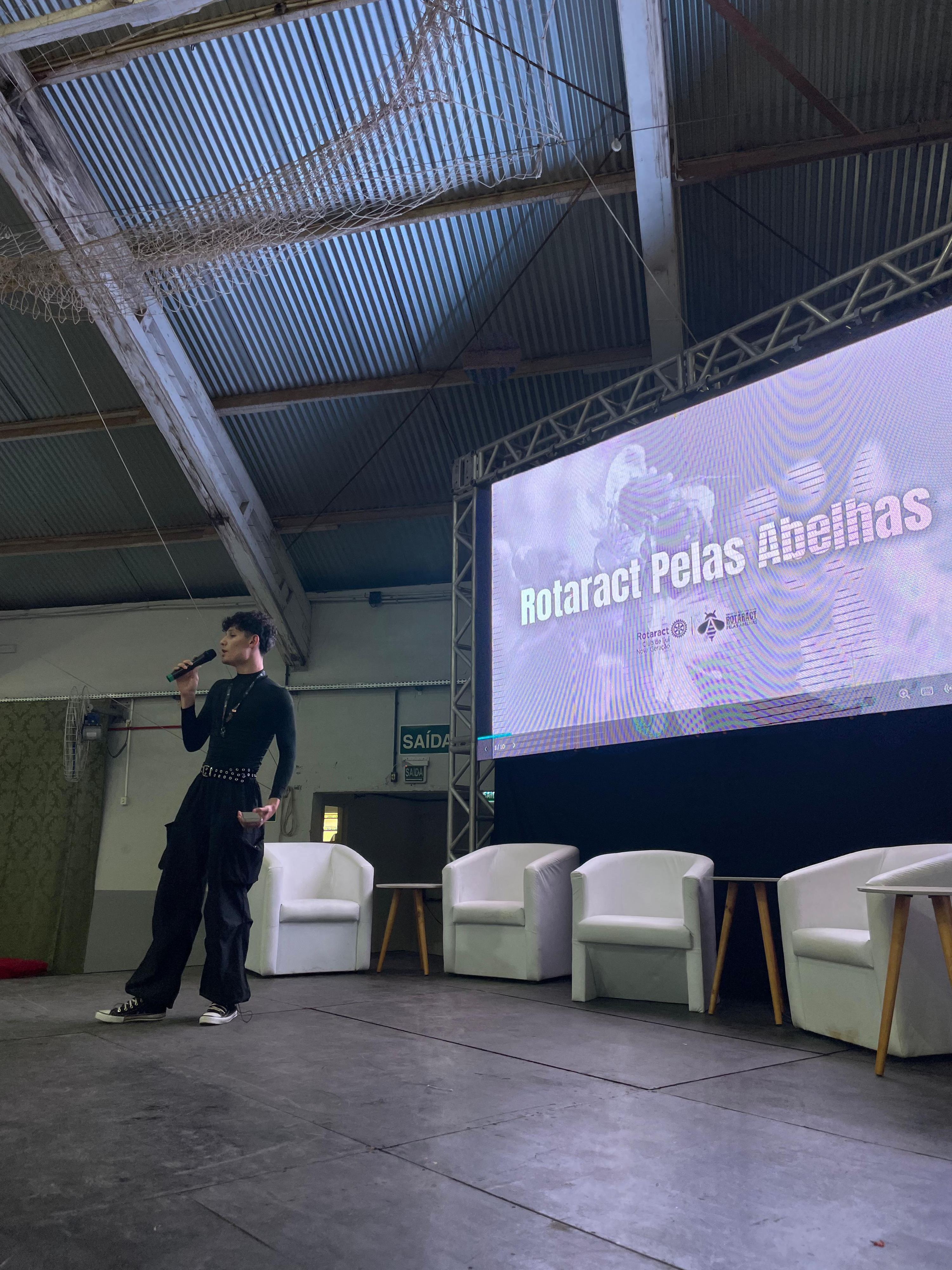
Palestra do Rotaract Club de Ijuí Nova Geração durante o Evento Abelheiro em Carazinho, onde o projeto ‘Rotaract Pelas Abelhas’ ganhou vida, promovendo a conscientização sobre a importância das abelhas e seu papel essencial na biodiversidade.

 Devemos destacar o projeto "Rotaract Pelas Abelhas" que está em andamento, com foco na conscientização sobre a importância das abelhas para o ecossistema, que ja trouxe grande visibilidade ao clube, levando-o até mesmo para municipios vizinhos. Além disso, o clube organiza pedágios solidários e ações solidárias com o objetivo de combater a poliomielite, sendo parte da campanha "End Polio Now".
Este Rotaract Club está localizado na cidade de Ijuí, no estado do Rio Grande do Sul, Brasil, sendo o único Rotaract Club da cidade e parte da área B do distrito 4660. A cidade é conhecida como a "colmeia do trabalho", uma denominação que reflete o espírito colaborativo de seus habitantes. O mascote do clube é uma abelha, simbolizando esse valor da cooperação.

## Alcance
O clube também busca parcerias com outras instituições para potencializar seu impacto social. Como por exemplo, a colaboração com a ExpoFest Ijuí no projeto "#SeAme - Interna e Externamente", que visa engajar a imagem do clube e divulgar para externos que não tem conhecimento sobre o mesmo.
O Rotaract Club de Ijuí - Nova Geração se destaca de maneira significativa na região em que está inserido, tendo conquistado reconhecimento notável por suas atividades e projetos sociais.

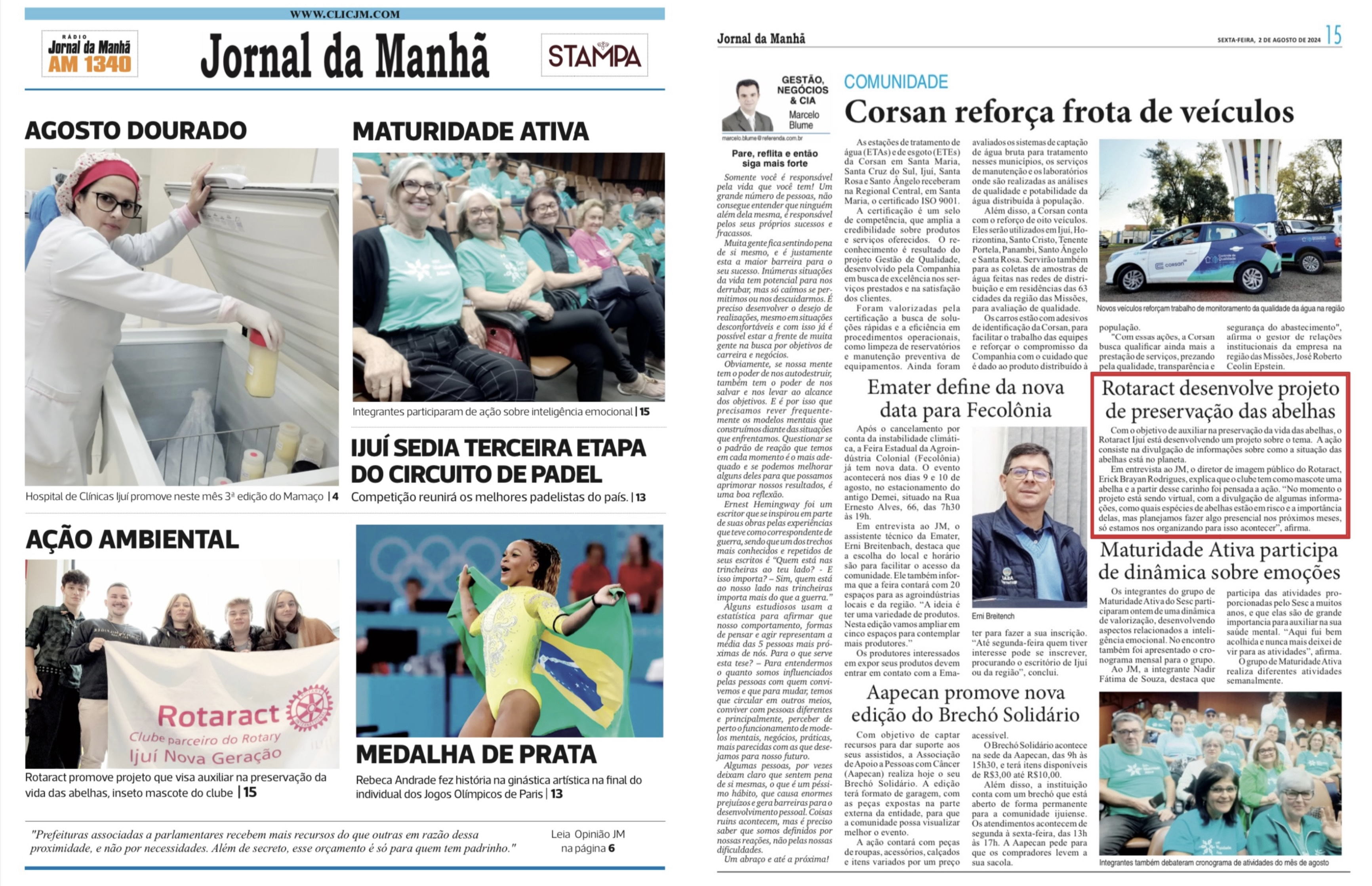
Jornal da Manhã - Edição de sexta-feira, 2 de agosto de 2024. As principais manchetes incluem a Corsan reforçando sua frota de veículos, o Rotaract desenvolvendo um projeto de preservação das abelhas, a Maturidade Ativa participando de uma dinâmica sobre emoções, e mais.

Em um período de sete meses, o clube foi destacado como capa do Jornal da Manhã, uma importante publicação local, em três ocasiões distintas.

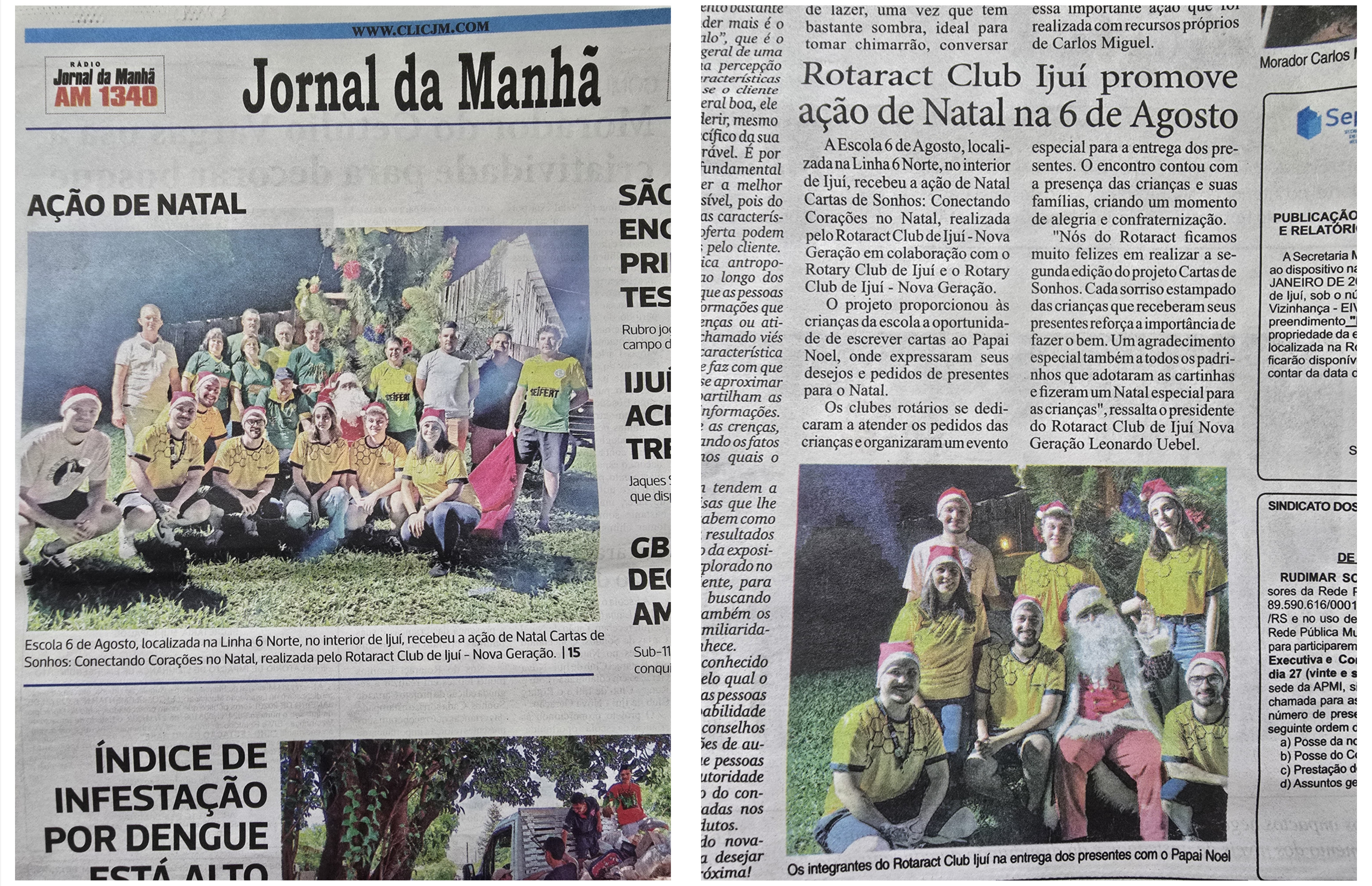
A imagem é uma foto de uma página de jornal em português, mostrando uma reportagem sobre uma ação de Natal realizada pelo Rotaract Club de Ijuí - Nova Geração.

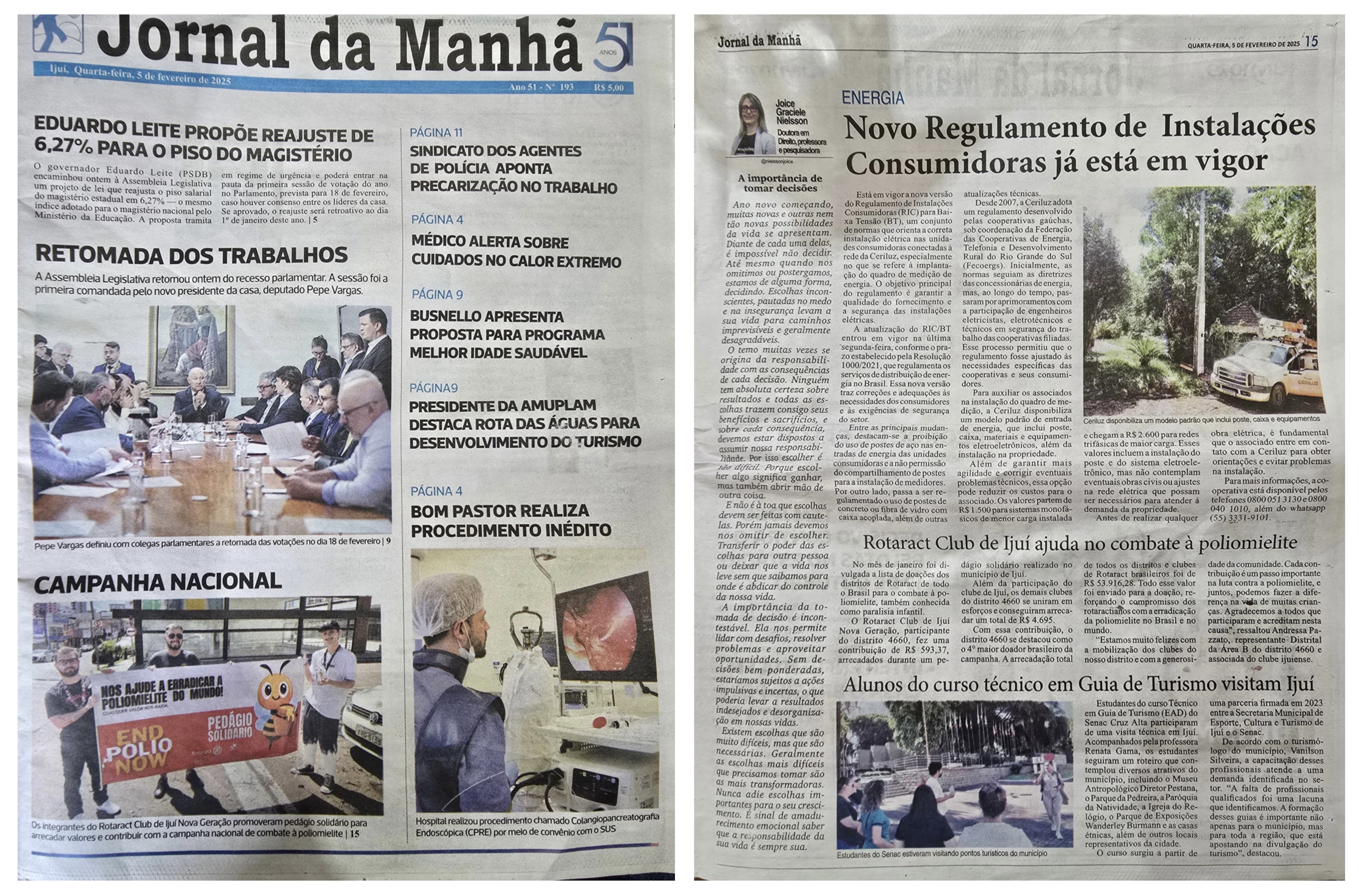
A imagem mostra duas páginas do "Jornal da Manhã" de 5 de fevereiro de 2025, destacando uma campanha contra a poliomielite do clube. A página inclui fotos e artigos sobre saúde, turismo e uma nova regulamentação de energia, refletindo as principais notícias locais do dia.

O clube tem grande visibilidade, que evidencia não apenas o impacto positivo das iniciativas desenvolvidas pelo clube, mas também a relevância de seu trabalho para a comunidade, promovendo o engajamento e a conscientização sobre questões sociais relevantes.
O clube desempenha um papel significativo na promoção do voluntariado e no engajamento dos jovens em ações que visam melhorar a qualidade de vida da população ijuiense e da região.